# Neotomys ebriosus
Neotomys ebriosus es una especie de roedor de la familia Cricetidae.

## Distribución geográfica
Se encuentra en Argentina, Bolivia, Chile, y Perú.